# Bocacara
Bocacara es una localidad y entidad local menor española del municipio de Ciudad Rodrigo, en la provincia de Salamanca, comunidad autónoma de Castilla y León. Se integra dentro de la comarca de Ciudad Rodrigo y la subcomarca del Campo de Yeltes. Pertenece al partido judicial de Ciudad Rodrigo.

## Historia

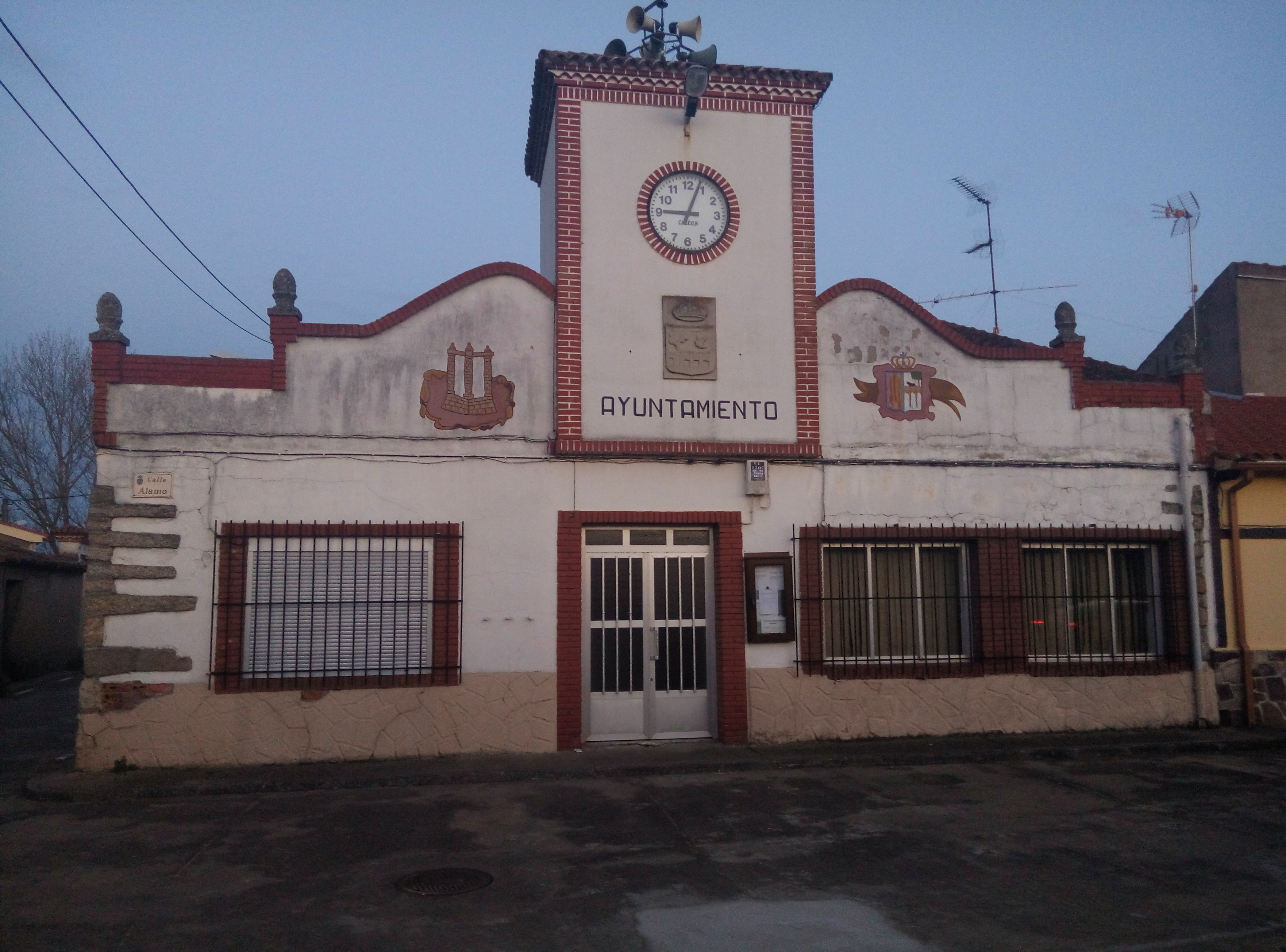
Antiguo ayuntamiento de Bocacara.

La fundación de Bocacara se remonta a la repoblación efectuada por los reyes leoneses en la Edad Media, quedando integrado en la jurisdicción de Ciudad Rodrigo, dentro del Reino de León. Con la creación de las actuales provincias en 1833, Bocacara quedó encuadrado como municipio independiente en la provincia de Salamanca, dentro de la Región Leonesa y el partido judicial de Ciudad Rodrigo.
Así, fue en 1877 cuando Bocacara perdió su condición de municipio para integrarse en el de Ciudad Rodrigo, al que pertenece en la actualidad. En el último censo en que aparecía como un municipio independiente, el de 1860, Bocacara tenía 218 habitantes y 48 hogares.

## Geografía humana

### Demografía
| Gráfica de evolución demográfica de Bocacara entre 1842 y 1860 |
| |
| Población de derecho según los censos de población del INE Población de hecho según los censos de población del INEEntre el censo de 1877 y el anterior, este municipio desaparece porque se integra en el municipio 37107 (Ciudad Rodrigo) |

En 2019 Bocacara contaba con una población de 143 habitantes, de los cuales 73 eran varones y 70 mujeres (INE 2019).
| Gráfica de evolución demográfica de Bocacara entre 2000 y 2019                           |
|                                                                                          |
| Fuente: Instituto Nacional de Estadística de España - Elaboración gráfica por Wikipedia. |